# Vila Júlia (escola de samba)
Grêmio Recreativo Escola de Samba Vila Julia é uma escola de samba de Poá, campeã 9 vezes do Carnaval Poaense. Está localizada na Rua Dr. Siqueira Campos, 261, no município de Poá, Grande São Paulo.Tem a bateria mais conhecida de Poá a BATUCADA 100 LIMITE sob o comando do MESTRE WILSON

## História

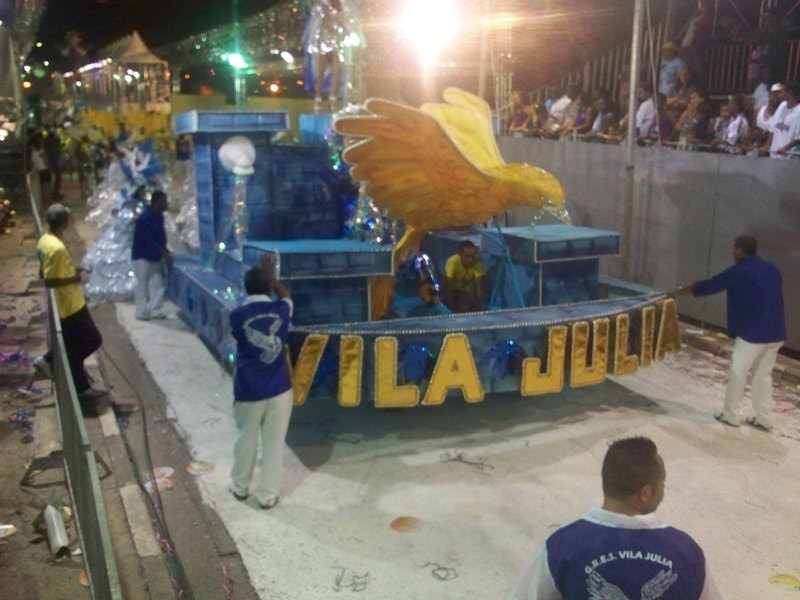
Carro abre-alas da Vila Julia no carnaval 2010

A Vila Julia foi formada em 1980 pra comemorar as vitórias no futebol. Em 1981 desfilou pela 1ªvez como bloco carnavalesco e recebeu o titulo de campeã do carnaval com o enredo Desce o Morro.
No ano seguinte passou a desfilar como escola de samba.
No ano de 2005, ficou em terceiro lugar, atrás da Última Hora, e da Acadêmicos da Nova Poá, que emparatam na primeira colocação.
Em 2010, após 5 anos da nova diretoria, chegou ao nono título com o enredo Vila Julia canta seu Jubileu de Pérola em comemoração ao 30º aniversário da escola. Foi uma disputa acirrada, empate em 68 pontos com o Trevo de Ouro e desempate pelo quesito bateria.

## Carnavais
| Ano                          | Colocação       | Enredo                                 | Carnavalesco                   | Ref.  |
| ---------------------------- | --------------- | -------------------------------------- | ------------------------------ | ----- |
| 2005                         | 3º lugar        |                                        |                                |       |
| 2006                         | 3º lugar        | Água, fonte da vida                    | Marcelo Fonseca da Silva (Fiu) |       |
| 2007                         | 3º lugar        | O Carnaval dos Carnavais               | Marcelo Fonseca da Silva (Fiu) |       |
| 2008                         | Vice-campeã     | O Marco de um Marques                  | Marcelo Fonseca da Silva (Fiu) |       |
| Em 2009 não ocorreu desfile. |                 |                                        |                                |       |
| 2010                         | Campeã          | Vila Julia canta seu Jubileu de Pérola | Marcelo Fonseca da Silva (Fiu) | [ 4 ] |
| 2011                         | Desclassificada | Amazônia: Um Grito de Alerta!          | Marcelo Fonseca da Silva (Fiu) | [ 5 ] |

- Commons